# Palácio da Justiça (Porto)

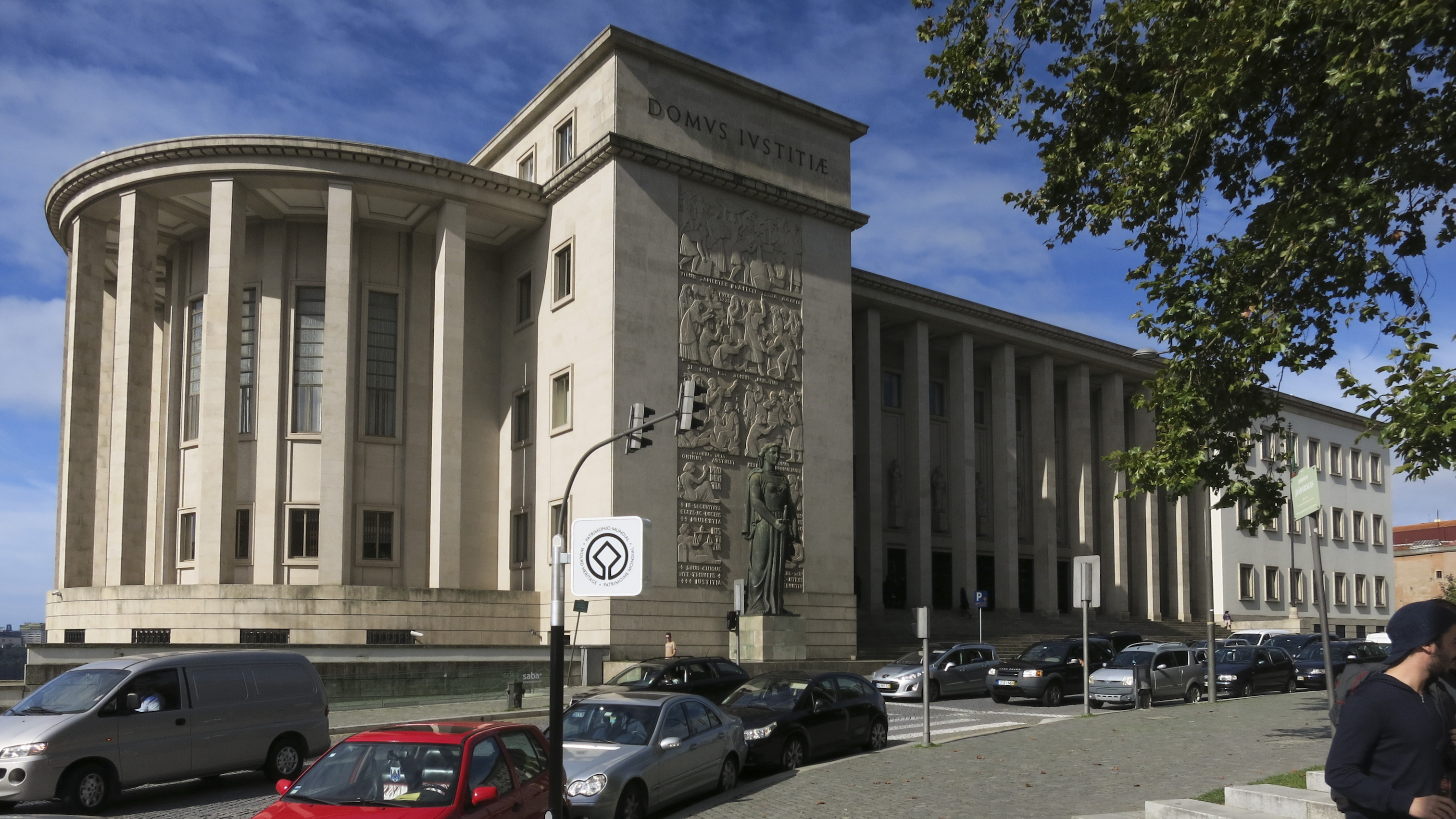
Palácio de Justiça, östliche Seite

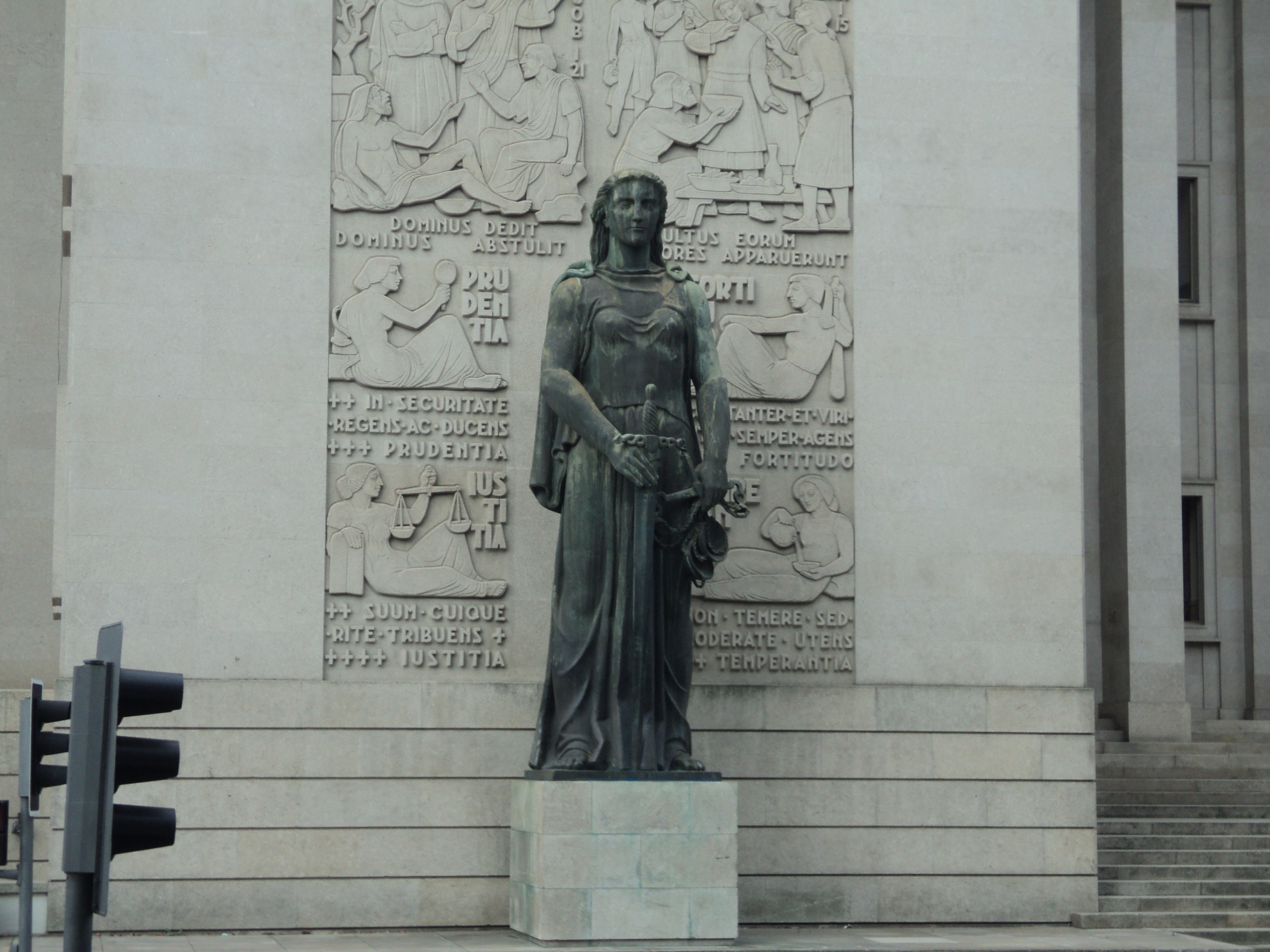
Statue der Justitia vor dem Gerichtsgebäude

Der Palácio de Justiça (deutsch Justizpalast) ist ein Gerichtsgebäude im Zentrum der portugiesischen Stadt Porto. Es befindet sich am Campos dos Mártires da Pátria in der ehemaligen Stadtgemeinde Miragaia, heute Teil der neugegründeten Innenstadtgemeinde. Es beherbergt heute das Berufungsgericht (Tribunal de Relação) von Porto.
Die Bauarbeiten für das Gerichtsgebäude begannen 1958 und konnten 1961 abgeschlossen werden. Staatspräsident Américo Tomás weihte das Gebäude am 20. Oktober 1961 ein. Für den Entwurf des Justizpalastes war der Architekt Raul Rodrigues Lima verantwortlich, der zahlreiche Kinos, Gerichtsgebäude und Gefängnisse geplant hatte. Das Gebäude umfasst eine Fläche von etwa 3600 Quadratmetern mit einer Hauptfassade von 95 Metern Länge.
Architektonisch zeichnet sich das Gebäude durch einen stark stilisierten Neoklassizismus aus. Rodrigues Lima zitierte dabei Gerichtsgebäude aus Paris, Wien und Mailand. Die Granitfassade des Gebäudes wird zum Eingang hin von einer Galerie von zehn Säulen geteilt, in der sich vier Statuen des Bildhauers Euclides Vaz befinden, die jeweils die Kardinaltugenden repräsentieren. Südlich des Eingangs befindet sich eine Statue der Justitia des Skulpteurs Leopoldo de Almeida, der unter anderem für den Entwurf des Padrão dos Descobrimentos in Lissabon verantwortlich zeichnete.
In der Datenbank des Sistema de Informação para o Património Arquitectónico (SIPA) trägt das Gebäude die Nummer 15546.